# Marietta (Minnesota)
Marietta és una població dels Estats Units a l'estat de Minnesota. Segons el cens del 2000 tenia 174 habitants.

## Demografia
Segons el cens del 2000, Marietta tenia 174 habitants, 86 habitatges, i 47 famílies. La densitat de població era de 172,3 habitants per km².
Dels 86 habitatges en un 19,8% hi vivien nens de menys de 18 anys, en un 45,3% hi vivien parelles casades, en un 8,1% dones solteres, i en un 45,3% no eren unitats familiars. En el 44,2% dels habitatges hi vivien persones soles el 25,6% de les quals corresponia a persones de 65 anys o més que vivien soles. El nombre mitjà de persones vivint en cada habitatge era de 2,02 i el nombre mitjà de persones que vivien en cada família era de 2,83.
Per edats la població es repartia de la següent manera: un 20,7% tenia menys de 18 anys, un 6,3% entre 18 i 24, un 21,8% entre 25 i 44, un 21,8% de 45 a 60 i un 29,3% 65 anys o més.
L'edat mediana era de 46 anys. Per cada 100 dones de 18 o més anys hi havia 89 homes.
La renda mediana per habitatge era de 16.923 $ i la renda mediana per família de 26.875 $. Els homes tenien una renda mediana de 21.875 $ mentre que les dones 15.625 $. La renda per capita de la població era de 12.688 $. Entorn del 14,6% de les famílies i el 21,6% de la població estaven per davall del llindar de pobresa.

## Poblacions més properes
El següent diagrama mostra les poblacions més properes.